# جيمس لورانس كيرنان
جيمس لورانس كيرنان (بالإنجليزية: James Lawrence Kernan)‏ هو شخصية أعمال أمريكي، ولد في 29 يوليو 1838، وتوفي في 1912.